# Jevlohij (Pacan)
Jevlohij (světským jménem: Vasyl Olexijovyč Pacan; * 6. června 1970, Mala Moščanycja) je ukrajinský duchovní Ukrajinské pravoslavné církve Moskevského patriarchátu, arcibiskup novomoskovský a vikář dnipropetrovské eparchie.

## Život
Narodil se 6. června 1970 ve vesnici Mala Moščanycja Rovenské oblasti.
Po střední škole nastoupil na Dubnovské kulturní a vzdělávací učiliště. Absolvoval povinnou vojenskou službu. Od roku 1993 studoval na Kyjevském duchovním semináři. Následně pokračoval ve studiu na Kyjevské duchovní akademii.
V prosinci 1997 byl postřižen na rjasofora. Dne 14. ledna 1998 byl rukopoložen na diákona a 27. března postřižen na monacha se jménem Jevlohij na počest svatého Eulogia Edesského.
Dne 14. června 1997 byl rukopoložen na jeromonacha a 28. srpna povýšen na igumena.
Od 21. února 2000 sloužil v Pokrovském chrámu vesnice Ploske Kyjevské oblasti.
Dne 9. listopadu 2007 byl povýšen na archimandritu.
Dne 24. listopadu 2009 jej Svatý synod Ukrajinské pravoslavné církve zvolil biskupem novomoskovským a vikářem dnipropetrovské eparchie. Dne 12. prosince byl oficiálně jmenován biskupem a o den později proběhla jeho biskupská chirotonie. Hlavním světitelem byl metropolita kyjevský a celé Ukrajiny Volodymyr (Sabodan).
Dne 17. srpna 2016 byl povýšen na arcibiskupa.